# 納米肽蛋白纖維
納米肽蛋白纖維（SAP）是由香港大学医学院及美國麻省理工学院的專家共同開發的一種新藥物，这种药物有快速止血功能（15秒），至今還是老鼠實驗階段，专家预估10年左右可用于人体。

## 參與機構
- 香港大學
- 美國麻省理工大學